# Gdi++
gdi++（じーでぃーあいぷらすぷらす）は、Windows 2000/XPにおいて、フォントレンダリングエンジンを置き換え、フォントの入れ替えなどを伴うことなくアンチエイリアスのかかった滑らかな表示を実現するソフトウェアである。このソフトは現在オープンソースで公開され、作者のWebサイトよりダウンロードすることができる。名前の「++」は、開発最初期において、適用するアプリケーションのバイナリの "gdi32.dll" の文字を直接 "gdi++.dll" のように書き換えていたために、サイズが同じで見分けが付きやすい文字列として選ばれたことによるもの。

## 開発履歴
初期のバージョンでは、GDIによりあらかじめ大きめのサイズでラスタライズされたフォントを縮小するという手法が取られていたが、現在ではレンダリングエンジンにFreeTypeを利用した派生版が有志の手によって開発されている。 また、最初期に用いられていたアプリケーションのバイナリを直接書き換える方法は、APIフックによりレンダリングエンジンを置き換える方法へと変更された。

## 評価など
Windows Vistaではシステムの標準フォントがメイリオに置き換えられ、システムフォントにアンチエイリアスがかかるように改良されたが、gdi++はそれと類似したレンダリングをWindows 2000やWindows XPで実現できるという点が評価され、「先取り」という表現は適切ではないものの、2006年窓の杜大賞で「Windows Vista先取り賞」を獲得した。
ただし、Windows Vista/Windows XP標準のClearType(アンチエイリアス機能)とgdi++の提供するアンチエイリアス機能は同等なものではない。 使用するフォントや個人の好みにもよるが、gdi++を用いたレンダリングはVistaでのメイリオフォントによるものよりも良好なレンダリング結果が得られる、と評されている。